# Wubanoides
Wubanoides là một chi nhện trong họ Linyphiidae.